# Sphaerirostris areolatus
Sphaerirostris areolatus är en hakmaskart som först beskrevs av Rudolphi 1819.  Sphaerirostris areolatus ingår i släktet Sphaerirostris och familjen Centrorhynchidae. Inga underarter finns listade i Catalogue of Life.